# Ofenrohrbild

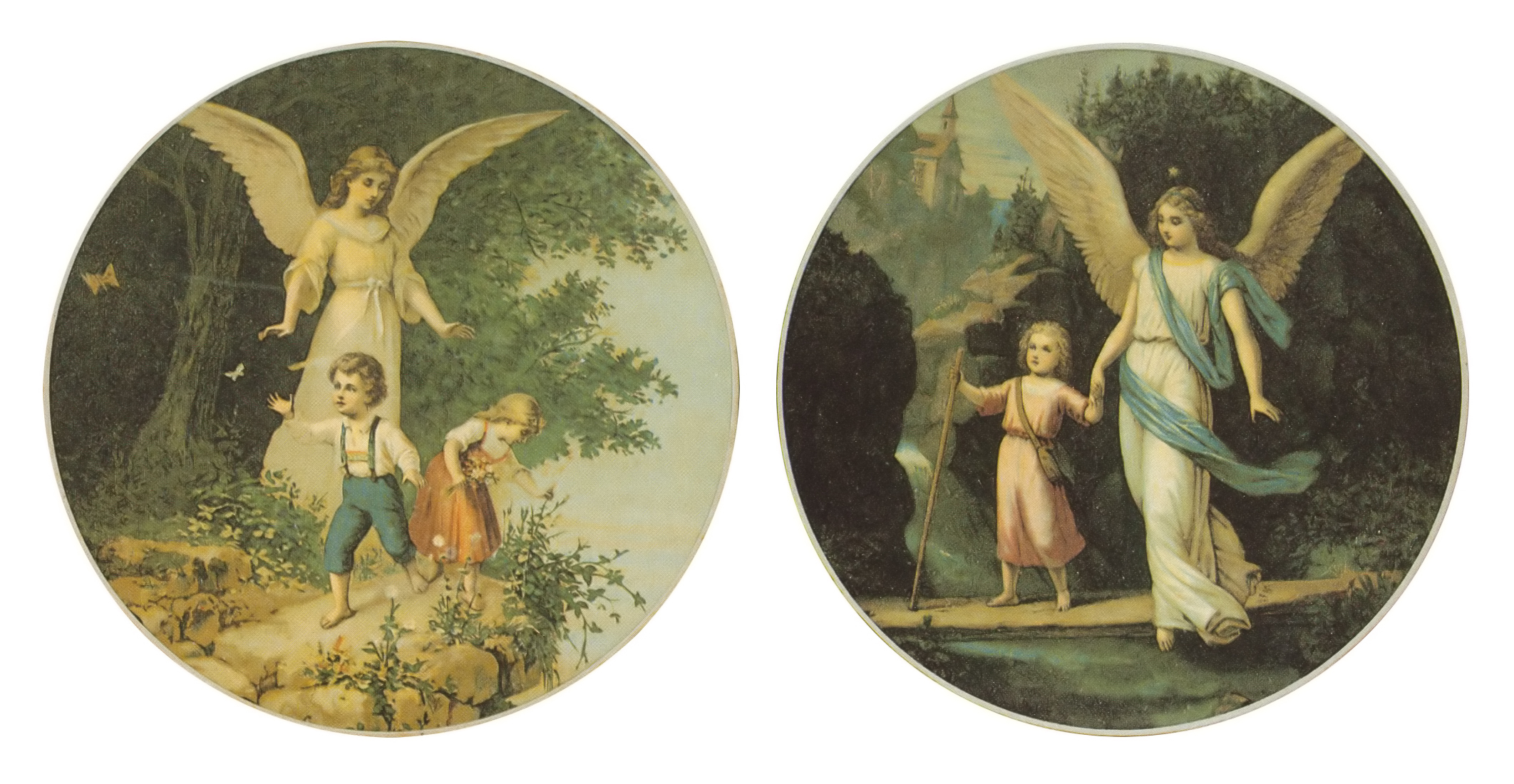
Zwei Ofenrohrbilder von Fridolin Leiber

Ofenrohrbilder wurden bis ins 20. Jahrhundert zur Abdeckung des Ofenrohrloches genutzt.
In kleinen Wohnstätten wurde der Ofen außerhalb der Heizperiode oft aus den Zimmern entfernt. Um das Loch in der Wand, das dadurch sichtbar wurde, abzudecken, hängte man Ofenrohrbilder auf, die typischerweise Form und Ausmaße des zu kaschierenden Loches hatten. Ein Exemplar befindet sich mit der Inventarnummer VK 1982/425 im Württembergischen Landesmuseum Stuttgart. Die Chromolithographie zeigt eine Szene auf dem Acker, Mann und Frau sind mit dem Pflanzen von Kartoffeln beschäftigt.